# Силезские княжества

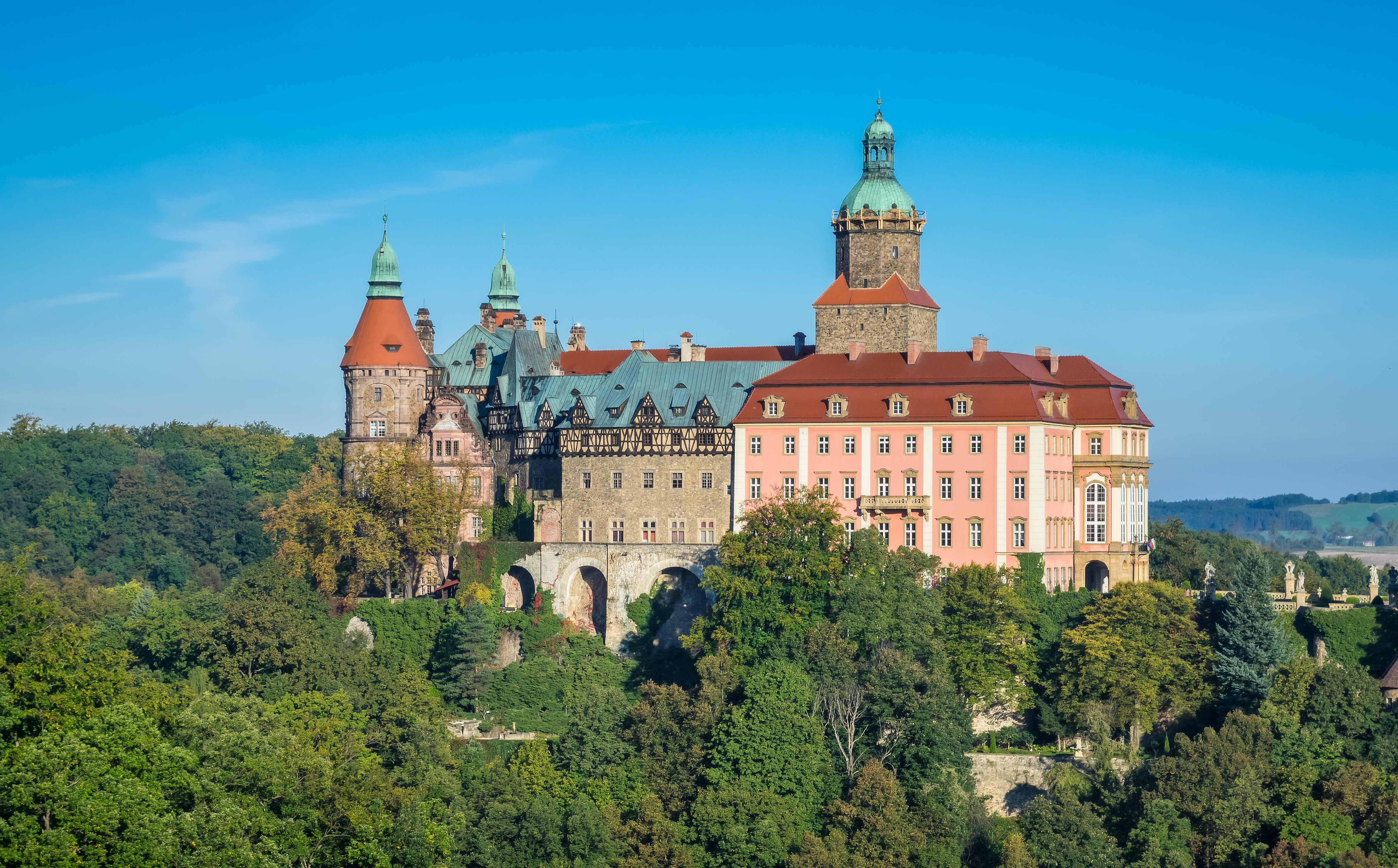
Замок Ксёнж — резиденция одной из силезских княжеских династий в XIII—XX вв.

Силезские княжества — мелкие государственные образования, на которые распалась Силезия в период феодальной раздробленности. Поначалу княжествами правили младшие ветви польской династии Пястов; позднее почти все они перешли в руки немецких и чешских феодалов.

## Силезия при детях Владислава II Изгнанника
По Статуту Болеслава Кривоустого, принятому в 1138 году королём Польши, страна была разделена на пять частей, а центральная часть должна была образовать особый удел, который бы передавался старшему князю из рода Пястов. Княжество Силезия и Любушская земля вместе с королевской короной достались старшему сыну Болеслава Владиславу Изгнаннику, но после того как он проиграл, его изгнали.
Под нажимом Фридриха Барбароссы в 1163 году Болеслав Кудрявый передал Силезию сыновьям Владислава. Первоначально они правили совместно, но в 1173 году разделили Силезию:
- Болеслав I Долговязый (1127—1201), как старший, получил Вроцлавское княжество, в которое входили Легница и Ополе. В 1280 году он предоставил княжество Ополе своему сыну Ярославу.
- Мешко I Плясоногий (1146—1211) стал князем Ратибора и получил Бытом и Освенцим в 1177 году. После того как в 1201 году его брат Болеслав умер, он также отнял у его сына Генриха I Бородатого княжество Ополе.
- Конрад Тонконогий (1157—1180/90), младший сын, в 1177 году получил Глогувское княжество. После смерти его владения получил брат Болеслав.

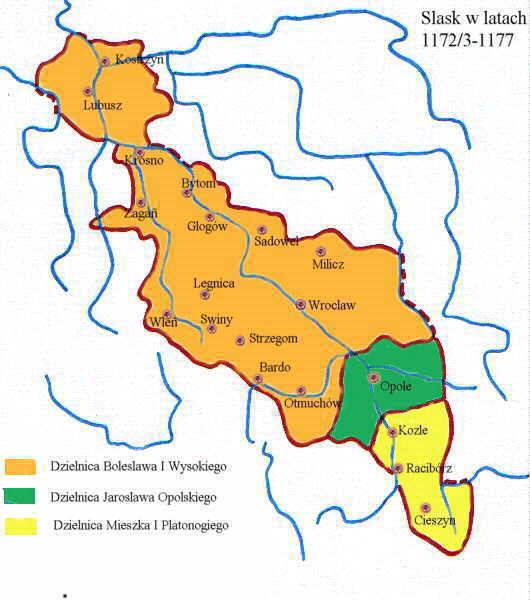
1172/3-1177 Болеслав I Долговязый Ярослав (князь опольский) Мешко I Плясоногий
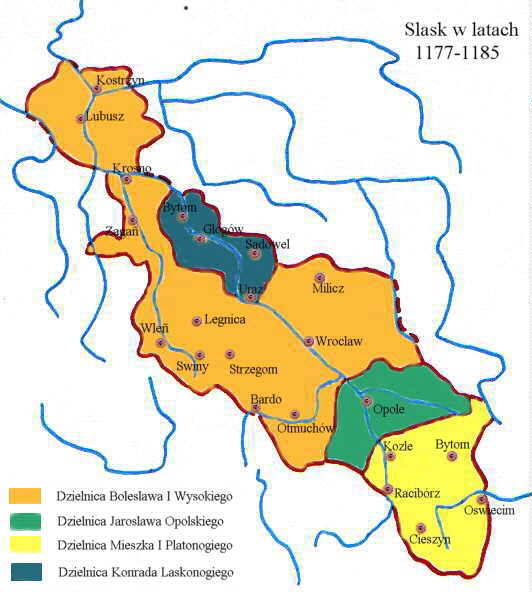
1177-1185 Болеслав I Долговязый Ярослав (князь опольский) Мешко I Плясоногий Конрад Тонконогий
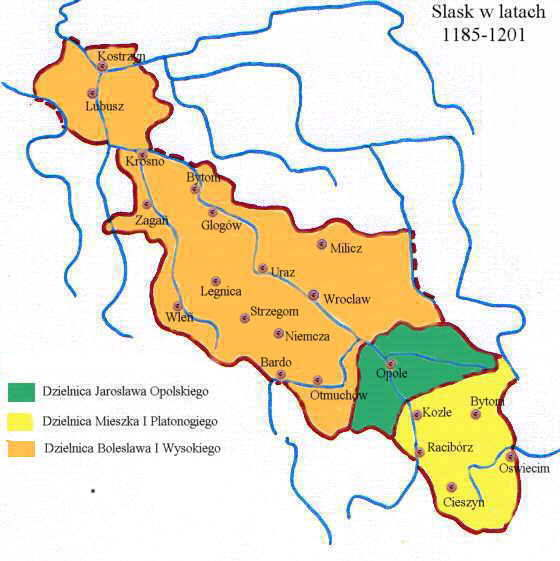
1185-1201 Болеслав I Долговязый Ярослав (князь опольский) Мешко I Плясоногий
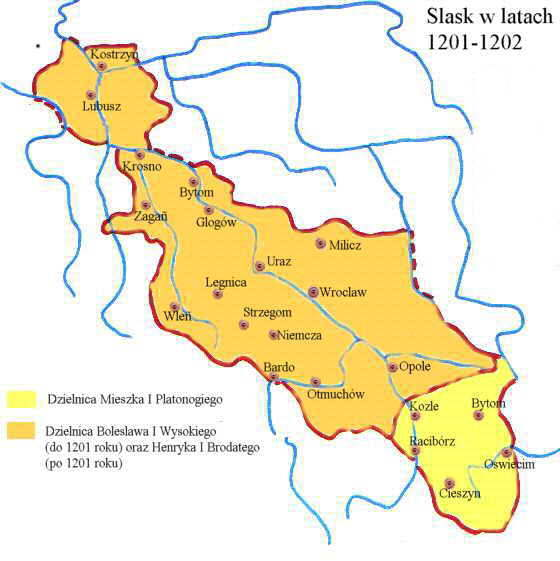
1201-1202 Болеслав I Долговязый, 1201: Генрих I Бородатый Мешко I Плясоногий

- 1177-1185 
  Болеслав I Долговязый 
  Ярослав (князь опольский) 
  Мешко I Плясоногий 
  Конрад Тонконогий
- 1185-1201 
  Болеслав I Долговязый 
  Ярослав (князь опольский) 
  Мешко I Плясоногий
- 1201-1202 
  Болеслав I Долговязый, 
      1201: Генрих I Бородатый 
  Мешко I Плясоногий

## Силезия при внуках Владислава II Изгнанника
Мешко I Плясоногий правил Верхней Силезией в княжествах Ратибор и Ополе до своей смерти в 1211 году. Его сын-наследник Казимир I Опольский умер в 1230 году. Двоюродный брат Казимира Генрих I Бородатый правил Нижней Силезией как князь вроцлавский. Он в 1206 году передал Владиславу Одоничу княжество Калиш, а в 1210 году Любушскую землю. После смерти Казимира I опольского Генриху Бородатому удалось объединить Силезию под своей властью.
В 1238 году Генриху I Бородатому наследовал его сын Генрих II Набожный, а Верхнюю Силезию унаследовал сын Казимира I Мешко II Опольский в 1239. Он и его брат, Владислав Опольский, в 1234 году получили княжество Калиш .
9 апреля 1241 года в битве под Легницей с монголами Генрих II погиб. Его старший сын, Болеслав II Лысый (Рогатка), дал Любуш своему брату Мешко (умер в 1242) а через год вплоть до 1248 года стал единоличным правителем Нижней Силезии.
Мешко II Опольский в 1244 году, возвратил Калиш Пшемыславу I правителю Великой Польши. В 1246 году Мешко умер и его владения были унаследованы его братом Владиславом Опольским.
- 1206-1217 
  Генрих I Бородатый 
  Владислав Одонич, 
      1207 
  Любушская земля, 1210 
  Мешко I Плясоногий, 
      1211: Казимир I (князь опольский)
- 1217-1230 
  Генрих I Бородатый 
  Казимир I (князь опольский)
- 1241-1243 
  Болеслав II Лысый (Рогатка) 
  Мешко (князь любушский), 
      1241-1242 
  Владислав Опольский 
  Мешко II (князь опольский)
- 1243-1248 
  Болеслав II Лысый (Рогатка) 
  Санток, до 1247 у Болеслава II Лысого (Рогатки) 
  Владислав Опольский 
  Мешко II (князь опольский), 
      1246: Владислав Опольский 
  Пшемыслав I правитель Великой Польши, 
      1244 
  Кемпно, у Болеслава II Лысого (Рогатки) до 1244 
  Лелов, до 1247 принадлежал силезским князьям

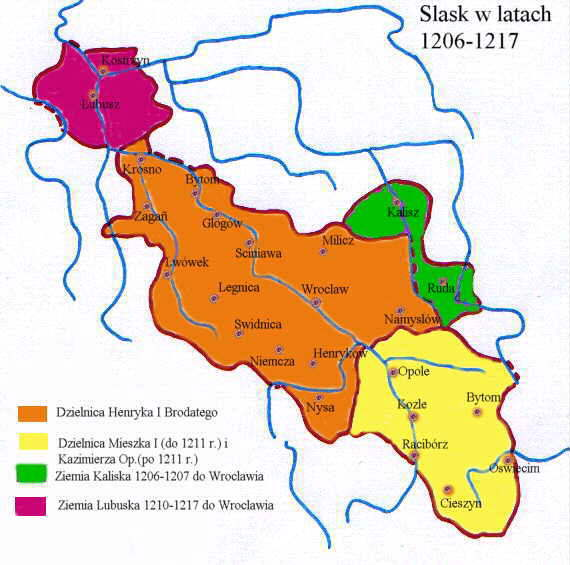
1206-1217 Генрих I Бородатый Владислав Одонич, 1207 Любушская земля, 1210 Мешко I Плясоногий, 1211: Казимир I (князь опольский)
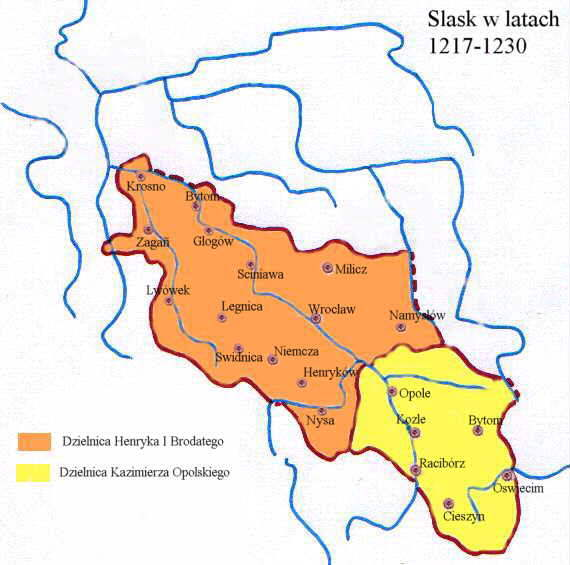
1217-1230 Генрих I Бородатый Казимир I (князь опольский)
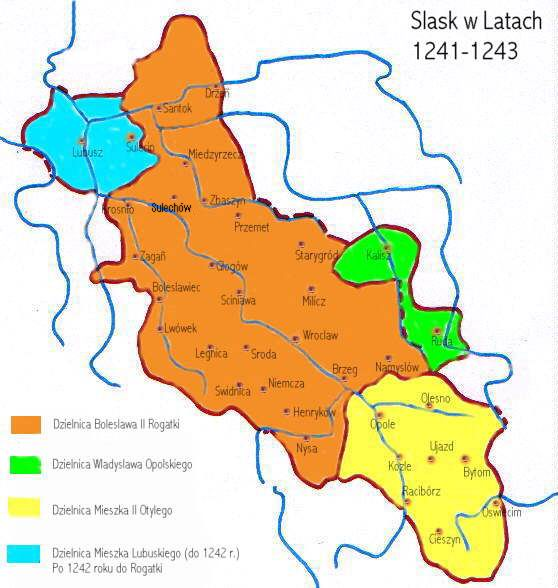
1241-1243 Болеслав II Лысый (Рогатка) Мешко (князь любушский), 1241-1242 Владислав Опольский Мешко II (князь опольский)
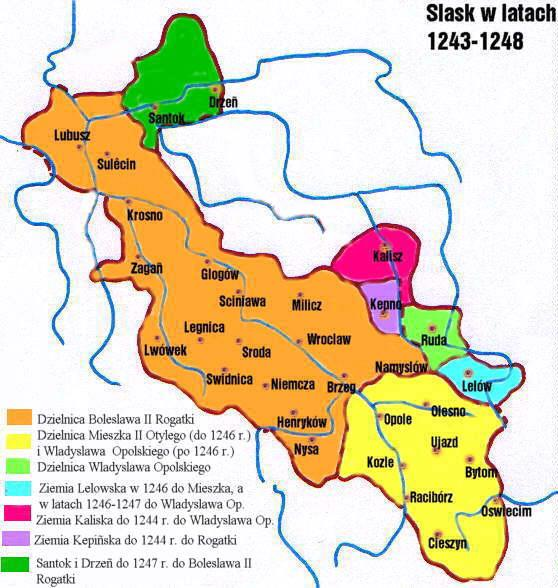
1243-1248 Болеслав II Лысый (Рогатка) Санток, до 1247 у Болеслава II Лысого (Рогатки) Владислав Опольский Мешко II (князь опольский), 1246: Владислав Опольский Пшемыслав I правитель Великой Польши, 1244 Кемпно, у Болеслава II Лысого (Рогатки) до 1244 Лелов, до 1247 принадлежал силезским князьям

В дальнейшем Силезия была разделена на множество владений среди потомков династии Пяст. Её последние представителями были Ежи Вильгельм князь в Легнице, Бжеге и Волуве (умерший в 1675 году), а также его сестра Каролина (умершая в 1707 году). После пресечения различных линий Пястов в Силезии их земли стали собственностью соседних государств
В 1327 году король Чехии Иоанн Люксембургский был признан сюзереном князьями Верхней Силезии и Браславля, а в 1329 году князьями Нижней Силезии. В 1335 году по Вышнеградскому миру Казимир III Польский признал чешский сюзеренитет над Силезией. В 1498 и 1511 годы король Владислав II предоставил право правителям Лигницы, Тешена, Оппельна и Ратибора при отсутствии мужских наследников завещать свои владения другим лицам. Поэтому в 1537 году Фридрих II, герцог Лигницы, Брига и Волау, заключил договор о наследовании своих владений курфюрстом бранденбургским Иоахимом II, но Фердинанд I Габсбургский, как король Чехии в 1546 году объявил этот договор недействительным. Герцоги силезские в отличие от Габсбургов не препятствовали распространению Реформации. Наиболее рьяным противником Реформации был Фердинанд II во время Тридцатилетней войны ему удалось подчинить большую часть Силезии и окатоличить её. В ходе Силезских войн Фридрих Великий присоединил силезские княжества к Пруссии.

## Карты разделов Силезии в 1248—1331

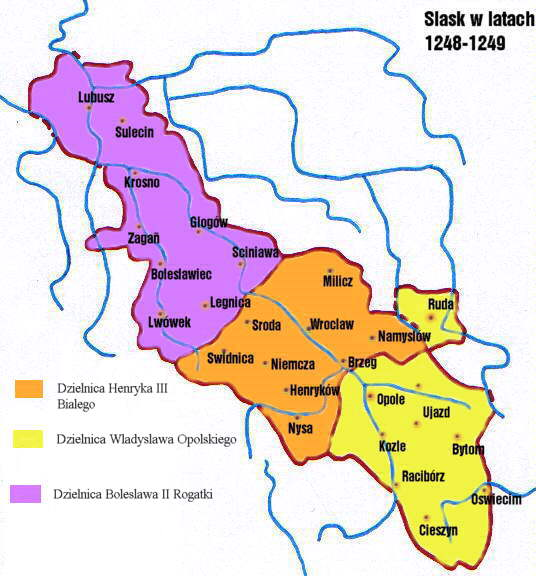
1248-1249
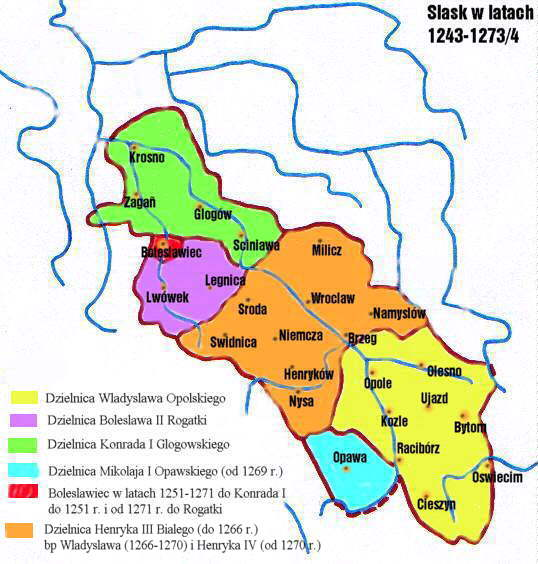
1249-1273
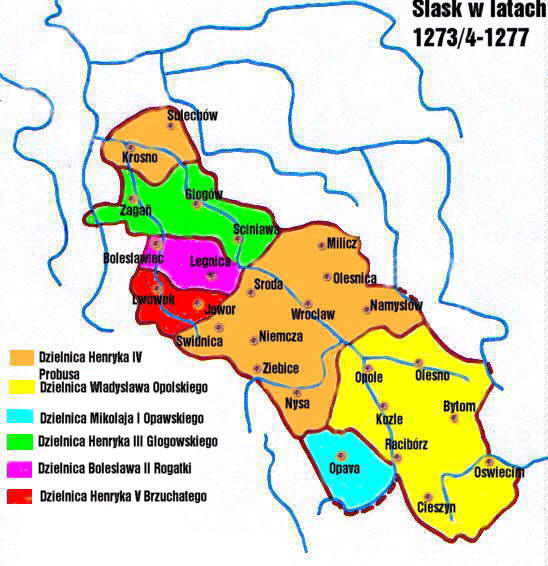
1273-1277
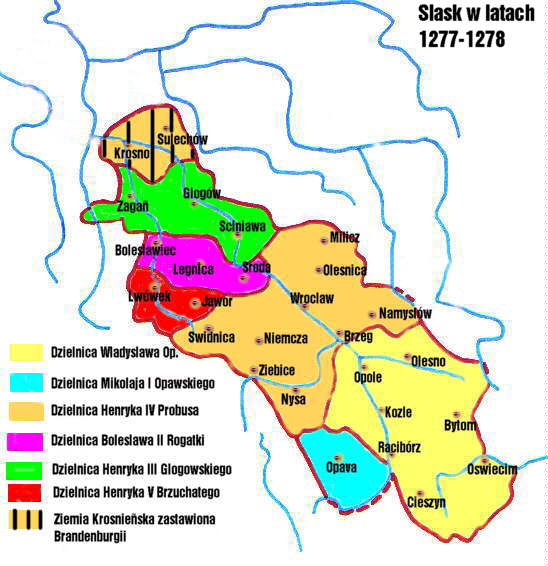
1277-1278
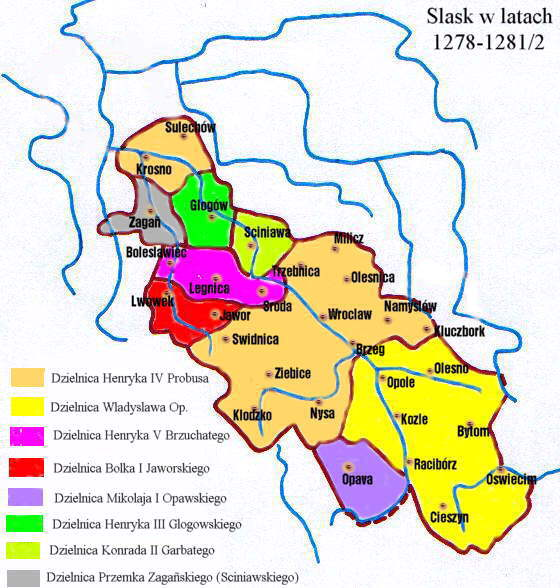
1278-1281
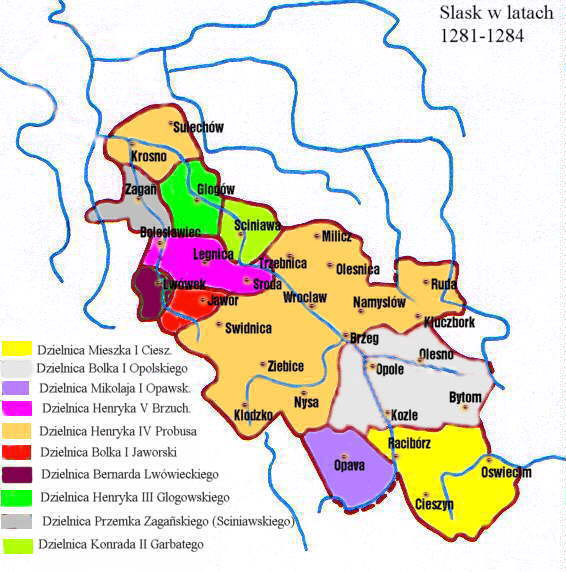
1281-1284
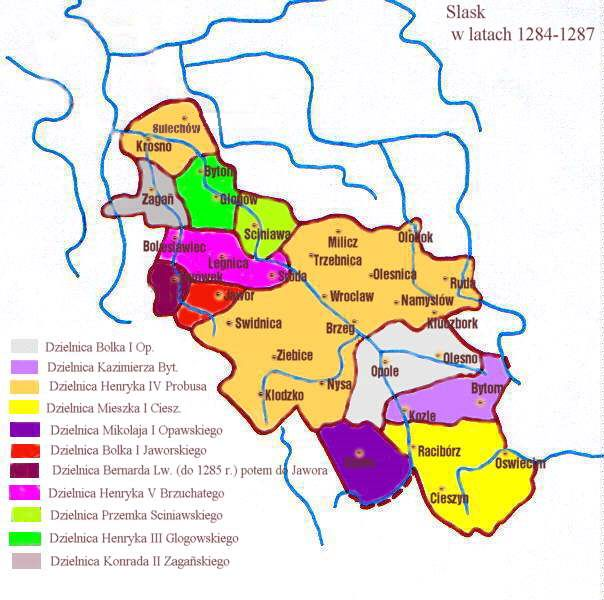
1284-1287
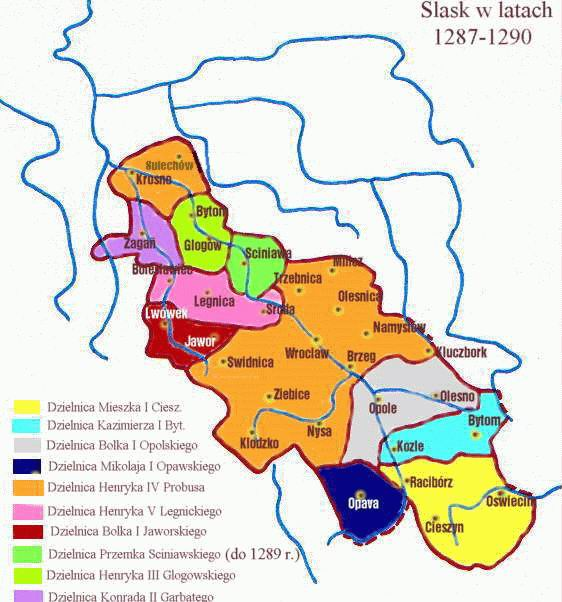
1287-1290
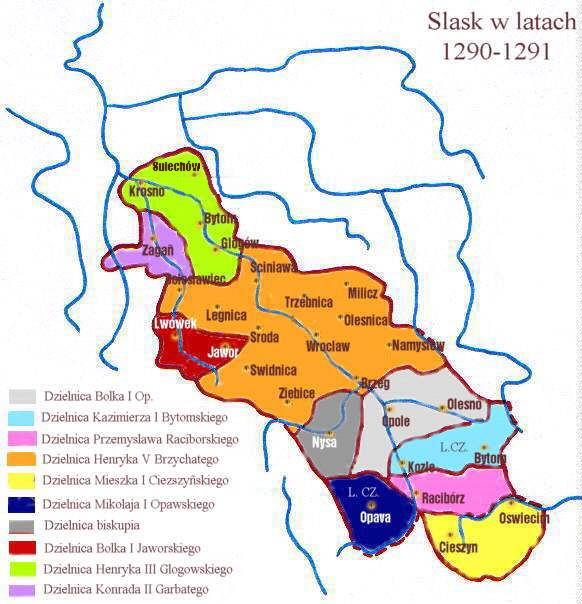
1290-1291
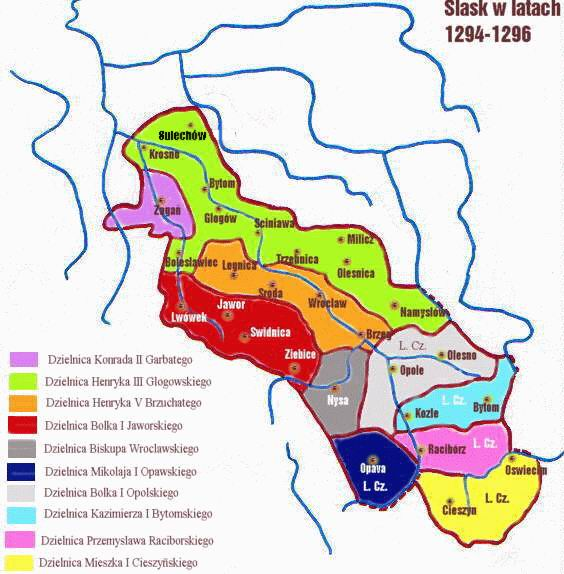
1294-1296
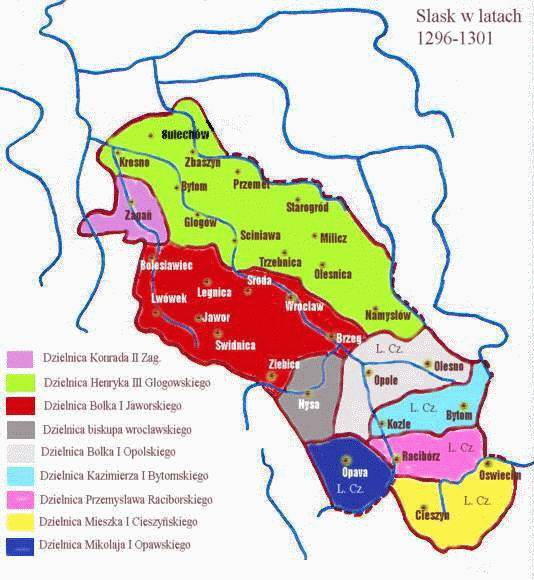
1296-1301
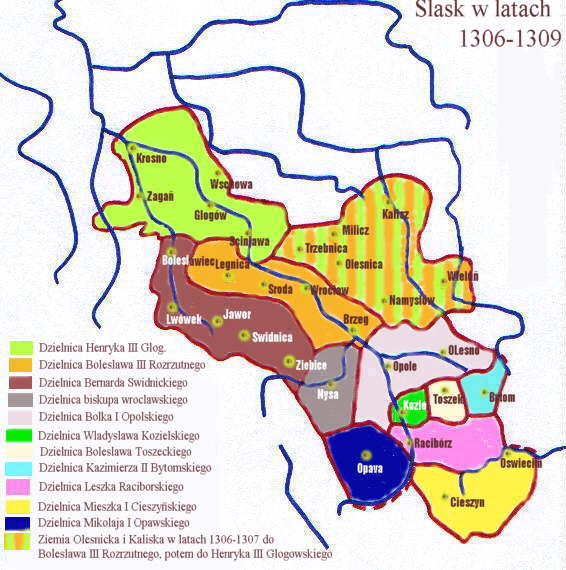
1306-1309
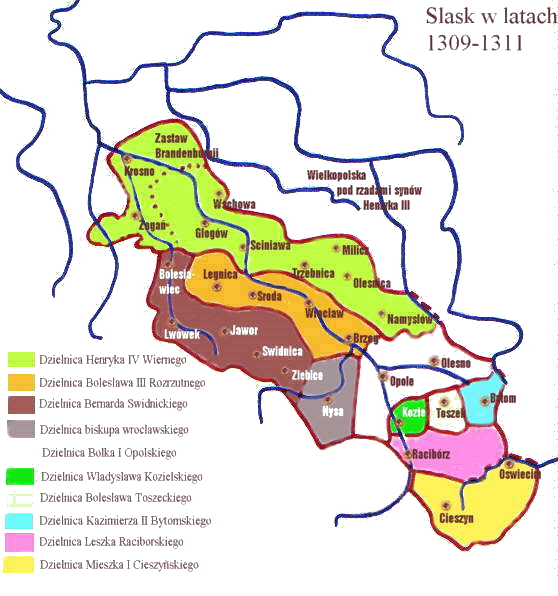
1309-1311
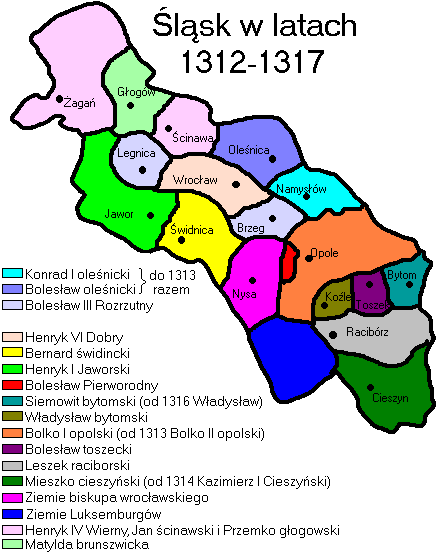
1312-1317
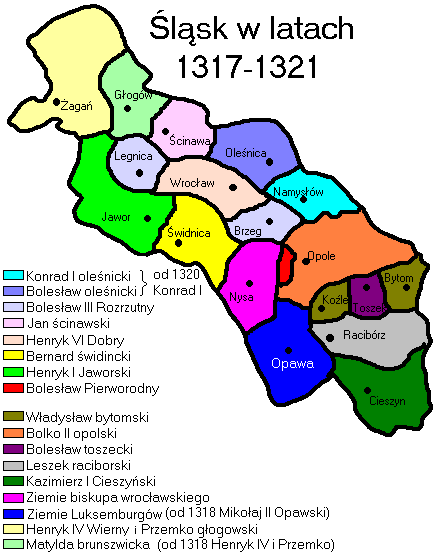
1317-1321
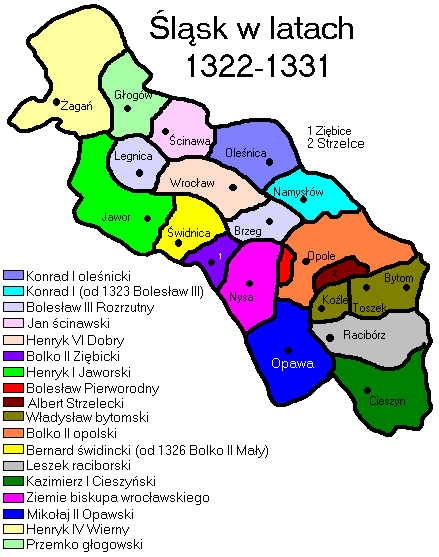
1322-1331

## Герцогства и княжества Силезии

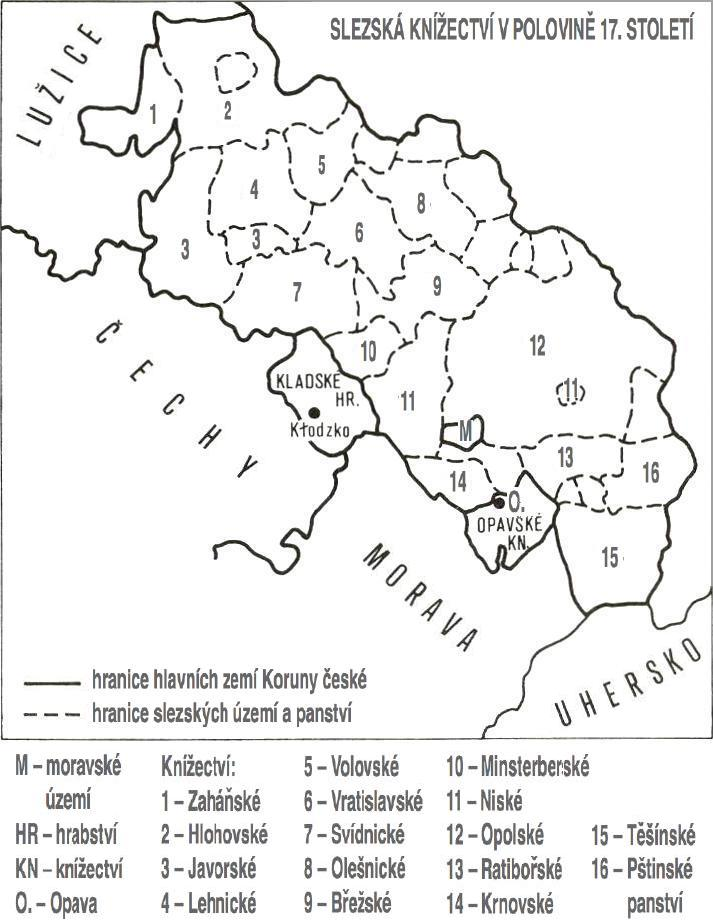
Княжества Силезии в 17 веке

### КняжестваВерхней Силезии
- Бытомское княжество (пол. Księstwo Bytomskie, чеш. Knížectví Bytomské, нем. Herzogtum Beuthen) 1284—1521
- Гливицкое княжество (пол. Księstwo gliwickie, чеш. Hlivické knížectví,нем. Herzogtum Gleiwitz) 1340—1482
- Глогувецко-Прудницкое княжество (пол. Księstwo głogówecko-prudnickie, нем. Herzogtum Klein Glogau und Prudnik) 1424—1460
- Глубчицкое княжество (пол. Księstwo Głubczyckie, чеш. Hlubčické knížectví, нем. Herzogtum Leobschütz) 1377—1482/1485
- Заторское княжество (чеш. Zatorské knížectví, пол. Księstwo Zatorskie, нем. Herzogtum Zator) 1445—1564
- Козленское княжество (нем. Herzogtum Cosel, пол. Księstwo kozielskie, чеш.  Koselské knížectví) 1303—1521
- Немодлинское княжество (пол. Księstwo niemodlińskie,чеш. Falkenberské knížectví, нем. Herzogtum Falkenberg) 1313—1521
- Опольское княжество [к 1] (пол. Księstwo Opolskie, чеш. Opolské knížectví, нем. Herzogtum Oppeln) 1173—1521
- Опольско-ратиборское княжество (пол. Księstwo opolsko-raciborskie, чеш. Opolské a Ratibořské knížectví, нем. Herzogtum Oppeln und Ratibor) 1202—1281/1282 и 1521—1532
- Освенцимское княжество (пол. Księstwo Oświęcimskie, чеш. Osvětimské knížectví, нем. Herzogtum Auschwitz) 1314/1315—1564
- Прудницкое княжество (пол. Księstwo Prudnickie, чеш. Prudnícké knížectví, нем. Herzogtum Prudnik) 1318—1424
- Пщинское княжество (Княжество Плес)[к 2] (пол. Księstwo Pszczyńskie, чеш. Pštinské knížectví, нем. Fürstentum Pleß") 1424—1474
- Ратиборское княжество[к 3] (пол. Księstwo Raciborskie, лат. Ducatus Ratiboria, чеш. Ratibořské knížectví, нем. Herzogtum Ratibor) 1173—1202, 1281/1282—1337 и 1377—1521
- Ратиборско-крновское княжество (пол. Księstwo raciborsko-karniowskie, лат. Ducatus Ratiboria et Carnovia, чеш. Ratibořské a Krnovské knížectví, нем. Herzogtum Ratibor und Jägerndorf) 1377—1437
- Ратиборско-опавское княжество (пол. Księstwo raciborsko-opawskie, лат. Ducatus Ratiboria et Oppaviensis, чеш. Ratibořské a Opavské knížectví, нем. Herzogtum Ratibor und Troppau) 1337—1377
- Рыбникское княжество (пол. Księstwo Rybnickie, чеш. Rybnické knížectví, нем. Herzogtum Rybnik) 1464—1474
- Севежское княжество (пол. Księstwo siewierskie, чеш. Seveřské knížectví,нем. Herzogtum Siewierz) 1312—1790
- Стшелецкое княжество (пол. Księstwo strzeleckie, чеш. Střelecké knížectví, нем. Herzogtum Strehlitz) 1323—1521
- Тошецкое княжество (пол. Księstwo toszeckie, чеш. Tošecké knížectví, нем. Herzogtum Tost) 1303—1484
- Цешинское княжество (Тешинское герцогство)[к 4] (пол. Księstwo Cieszyńskie, чеш. Těšínské knížectví,нем. Herzogtum Teschen) 1290—1918

### КняжестваНижней Силезии
- Берутувское княжество (пол. Księstwo Bierutowskie, чеш. Bernštatské knížectví, нем. Herzogtum Bernstadt) 1542—1745
- Бжегское княжество[к 5] (пол. Księstwo Brzeskie, чеш. Knížectví Břeh, нем. Herzogtum Brieg) 1311—1675
- Волувское княжество (пол. Księstwo wołowskie, чеш. Volovské knížectví,нем. Herzogtum Wohlau) 1471—1680
- Вроцлавское княжество [к 6] (пол. Księstwo Wrocławskie, чеш. Vratislavské knížectví, нем. Herzogtum Breslau) 1173—1335
- Глогувское княжество[к 7] (пол. Księstwo Głogowskie, чеш. Knížectví Hlohovské, нем. Herzogtum Glogau) 1251—1528
- Жаганьское княжество/Герцогство Саган [к 8] (пол. Księstwo Żagańskie, чеш. Zaháňské knížectví, нем. Herzogtum Sagan) 1278—1549
- Зембицкое княжество/Княжество Мюнстерберг (пол. Księstwo Ziębickie, чеш. Minstrberské knížectví, нем. Herzogtum Münsterberg) 1322—1791
- Кросненское княжество [к 9] (пол. Księstwo krośnieński, нем. Herzogtum Crossen) 1417—1430/1431
- Легницкое княжество[к 10] (пол. Księstwo Legnickie, чеш. Lehnické knížectví, нем. Herzogtum Liegnitz) 1248—1675
- Львувецкое княжество (пол. Księstwo lwóweckie, чеш. Knížectví Lwówka Slezského, нем. Herzogtum Löwenberg) 1278/1281—1286/1392
- Любинское княжество (пол. Księstwo Lubińskie, англ. Duchy of Lubin, нем. Herzogtum Lüben) 1348—1551
- Намыслувское княжество (пол. Księstwo namysłowskie, чеш. Namysłówské knížectví, нем. Herzogtum Namslau) 1312—1348
- Ныское княжество[к 11] (пол. Księstwo Nyskie, чеш. Niské knížectví, нем. Herzogtum Neisse) 1302—1810/1850
- Олавское княжество (пол. Księstwo Oławskie, чеш. Olavské knížectví, нем. Herzogtum Ohlau) 1400—1680
- Олесницкое княжество/Герцогство Эльс[к 12] (пол. Księstwo Oleśnickie, чеш. Olešnické knížectví, нем. Herzogtum Oels) 1312—1884
- Свидницкое княжество[к 13] (пол. Księstwo Świdnickie, чеш. Svídnické knížectví, лат. Ducatus Swydnicz, нем. Herzogtum Schweidnitz) 1291—1392
- Сцинавское княжество (пол. Księstwo ścinawskie, чеш. Stínavské knížectví), нем. Herzogtum Steinau) 1278—1492/1528
- Хойнувское княжество (пол. Księstwo Сhojnowskie, нем. Herzogtum Haynau) 1345/1359—1488
- Яворское княжество[к 14] (пол. Księstwo Jaworskie, чеш. Javorské knížectví, нем. Herzogtum Jauer) 1273/1274—1392

### Чешская Силезия
- Опавское княжество/ Герцогство Троппау (чеш. Opavské knížectví, лат. Ducatus Oppaviensis, нем. Herzogtum Troppau) 1269—1337 и 1377—1918
- Крновское княжество/ Герцогство Егерндорф (чеш. Krnovské Knížectví, лат. Ducatus Carnovia, нем. Herzogtum Jägerndorf) 1437—1474

## Комментарии
1. ↑  В «Атласе истории средних веков» 1960 года названо княжество Опольское
2. ↑  В «Атласе истории средних веков» 1960 года названо княжество Пщинское
3. ↑  В «Атласе истории средних веков» 1960 года названо княжество Рацибужское
4. ↑  В «Атласе истории средних веков» 1960 года названо княжество Цешинское
5. ↑  В «Атласе истории средних веков» 1960 года названо княжество Бжегское
6. ↑  В «Атласе истории средних веков» 1960 года названо княжество Вроцлавское
7. ↑  В «Атласе истории средних веков» 1960 года названо княжество Глогувское
8. ↑  В «Атласе истории средних веков» 1960 года названо княжество Жагань
9. ↑  В «Атласе истории средних веков» 1960 года названо княжество Кросненское
10. ↑  В «Атласе истории средних веков» 1960 года названо княжество Легницкое
11. ↑  В «Атласе истории средних веков» 1960 года названо княжество Ниса
12. ↑  В «Атласе истории средних веков» 1960 года названо княжество Олесницкое
13. ↑  В «Атласе истории средних веков» 1960 года названо княжество Свидницкое
14. ↑  В «Атласе истории средних веков» 1960 года названо княжество Яворское